# Divolet
Divolet, également orthographié Divolé, est une commune rurale située dans le département de Dassa de la province de Sanguié dans la région du Centre-Ouest au Burkina Faso.

## Histoire
L'histoire de la commune est marquée par l'exploitation artisanale de mines d'or à ciel ouvert (faisant partie du même complexe géologique que celles nouvellement exploitées de Nébia et situées à 3 km) avec l'arrivée massive d'orpailleurs et la création de campements de fortune transformés petit à petit en village minier.

## Éducation et santé
Le centre de soins le plus proche de Divolet est le centre de santé et de promotion sociale (CSPS) de Dassa tandis que le centre médical avec antenne chirurgicale (CMA) se trouve à Réo.